# استونید

ساختار کلی یک ۲٬۱-استونید. دی‌ال با رنگ آبی و قسمت استون با رنگ قرمز نشان داده شده‌است.

در شیمی آلی، یک استونید (به انگلیسی: Acetonide) گروه عاملی متشکل از کتال حلقوی یک دی‌ال با استون است. نام سیستماتیک‌تر این ساختار ایزوپروپیلیدن کتال است. استونید یک گروه محافظت‌کننده رایج برای ۲٬۱- و ۳٬۱-دی‌ال‌ها است. گروه محافظت کننده را می‌توان با آبکافت کتال با استفاده از محلول آبی اسید رقیق حذف کرد.